# Mantidae
Die Familie der Mantidae bildet mit 1261 Arten die größte Familie innerhalb der Ordnung der Fangschrecken (Mantodea). Zu dieser Familie zählen auch bekannte Vertreter, darunter die Europäische Gottesanbeterin (Mantis religiosa), die Indische Riesengottesanbeterin (Hierodula membranacea) oder die Ghana-Gottesanbeterin (Sphodromantis lineola).

## Merkmale

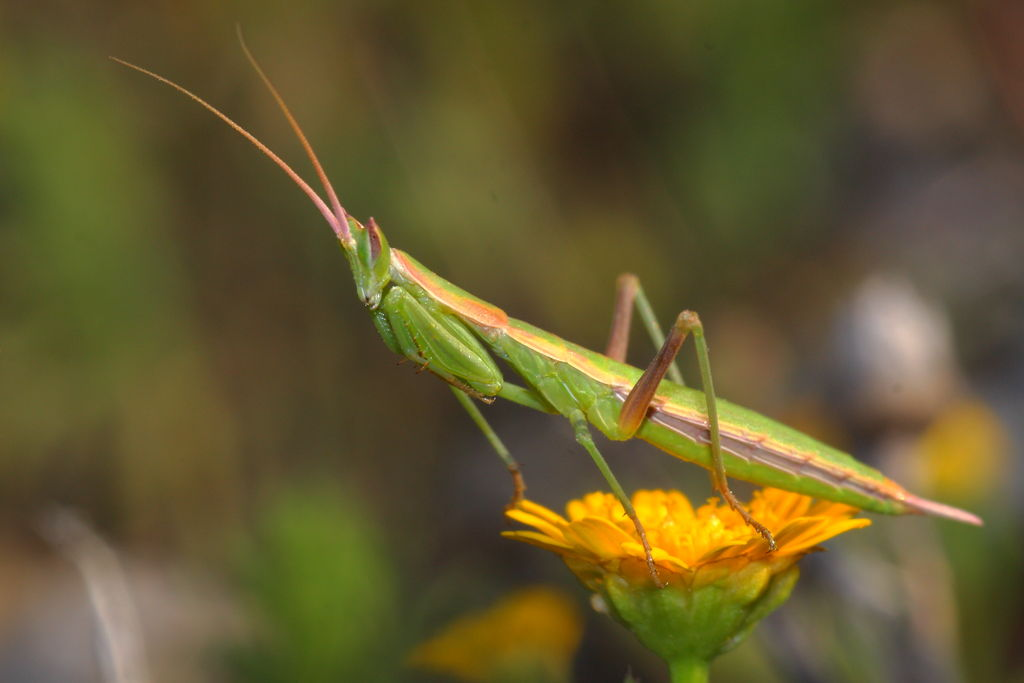
Kurzflügeliges Männchen von Fuentes Kurzflügel-Fangschrecke (Apteromantis aptera)

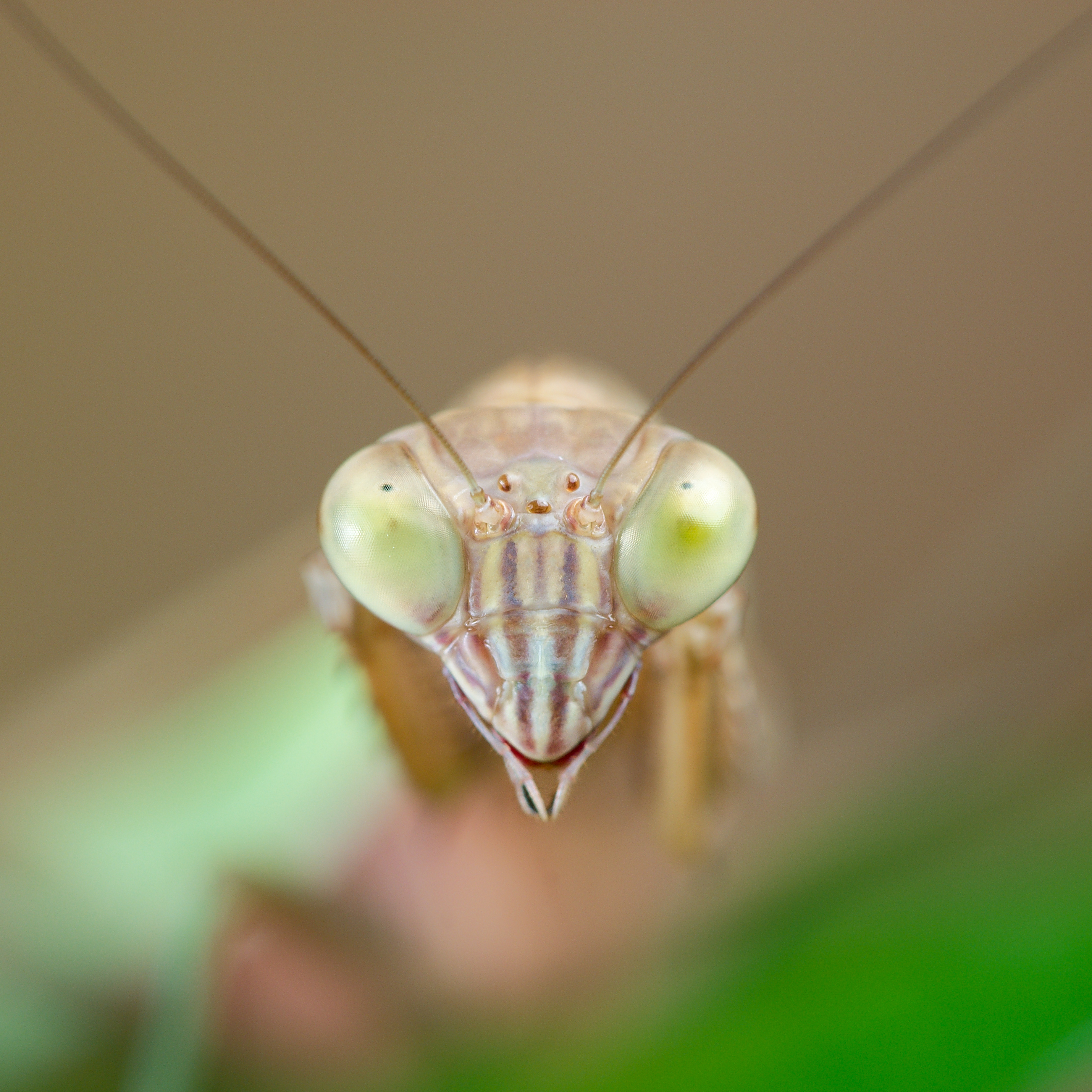
Kopf einer Großen Chinesen-Mantis (Tenodera sinensis)

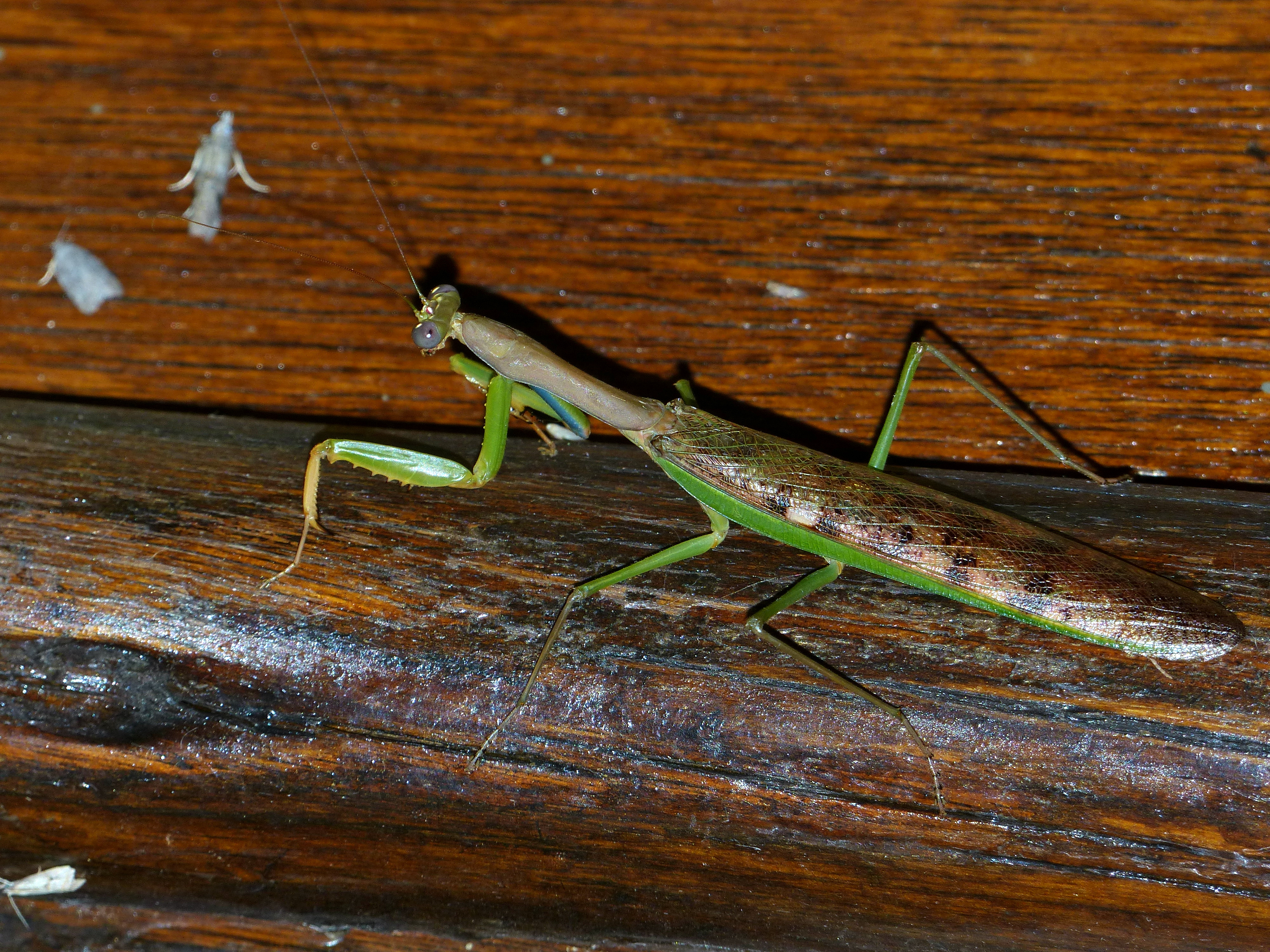
Langflügeliges Männchen der Marmorierten Madagaskar-Mantis (Polyspilota aeruginosa)

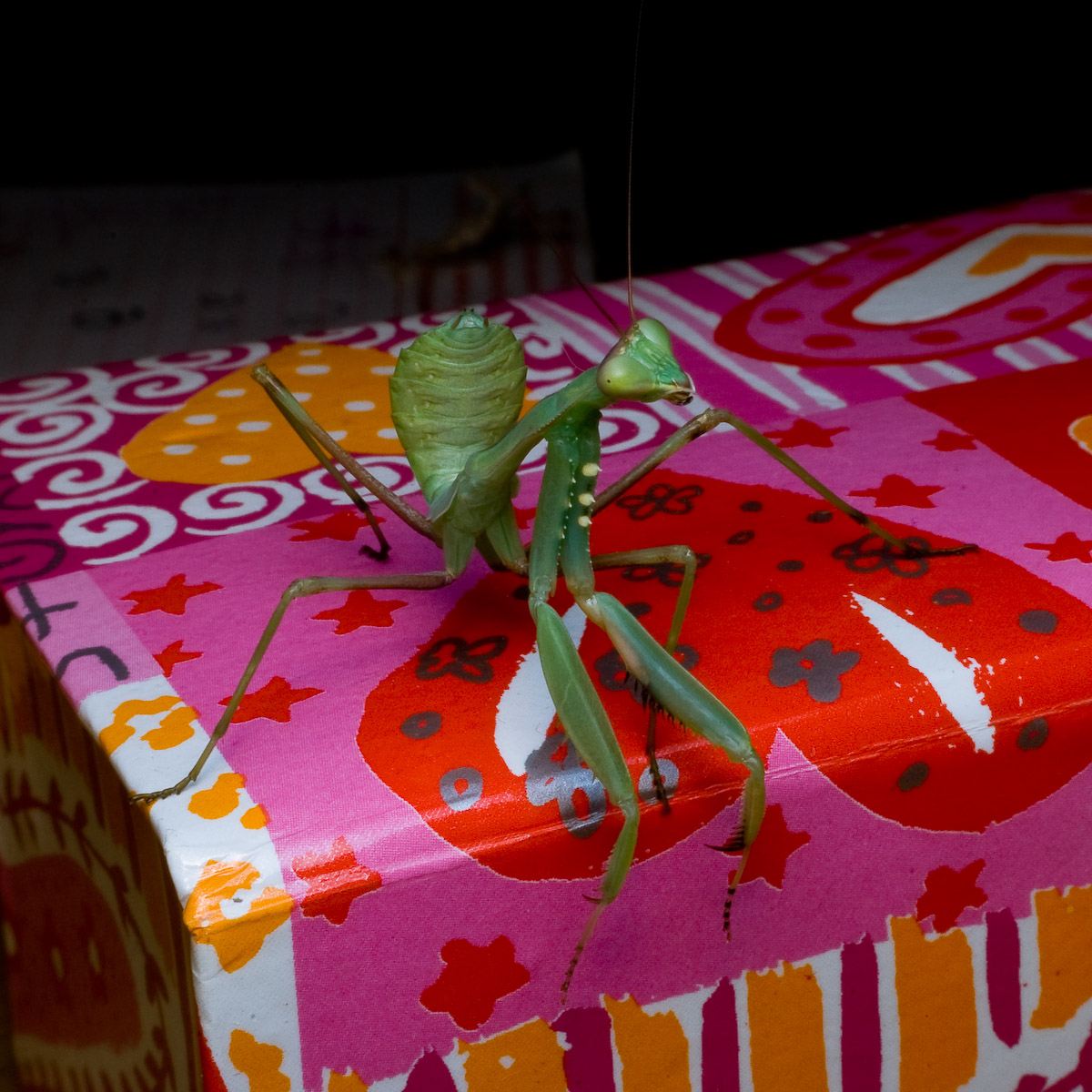
Junges Weibchen der Afrikanischen Gottesanbeterin (Sphodromantis gastrica)

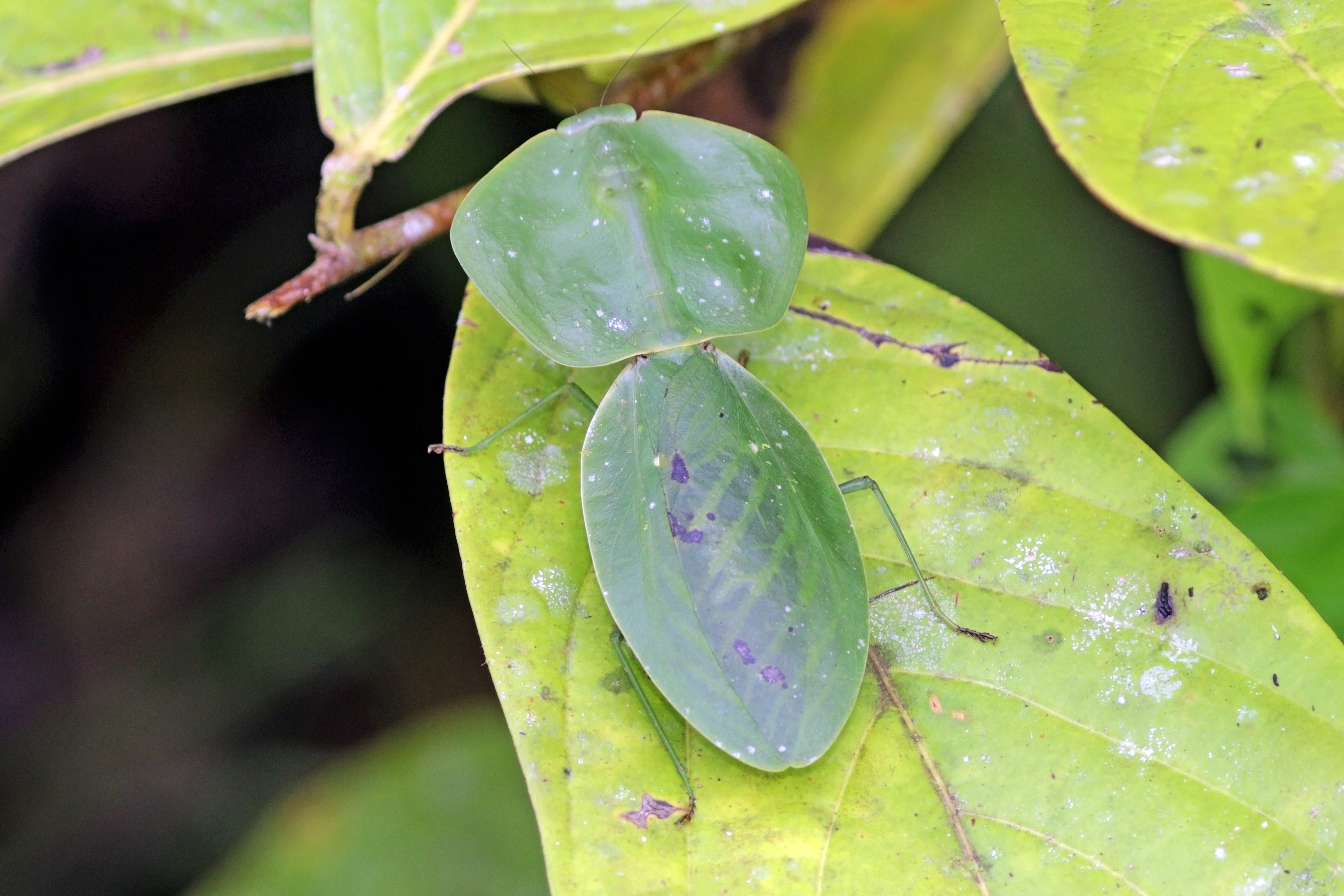
Die Art Choeradodis rhomboidea mit stark ausgebreiteten Flügeln und Halsschild

Charakteristisch für die Mantiden ist der dreieckige, senkrecht stehende, frei bewegliche Kopf mit zwei sehr großen Komplexaugen und drei Ocellen. Die Kopfform mit den abgerundeten Komplexaugen ist vielen Arten der Mantiden gemeinsam, eine Eigenschaft, die bei Fangschrecken anderer Familien, etwa den Hymenopodidae, häufiger auftritt. Die Fühler sind lang und borstenförmig. Der Name der Gottesanbeterinnen stammt von der Lauerhaltung der Mantiden, bei denen die zu Fangbeinen ausgebildeten Vorderbeine in charakteristischer Weise nach vorne gehalten werden, so dass sie den Eindruck betender Hände erwecken. Die Schiene dieser Beine kann gegen den gefurchten Schenkel wie ein Klappmesser eingeschlagen werden. Durch das blitzschnelle Aus- und Einklappen werden Beutetiere gefangen und durch Dornen festgehalten. Die Fangbeine aller Arten der Mantidae besitzen zwei Reihen von Dornen, andere Arten außerhalb der Familie verfügen meist lediglich über eine Reihe pro Fangbein. Die Mittel- und Hinterbeine sind lang und dienen als Schreitbeine.
Alle Arten sind voll geflügelt, die Flügel können jedoch unterschiedlich geformt und lang sein. Die Vorderflügel liegen in der Lauerstellung flach über den Hinterflügeln. Bei vielen Arten ragen die Flügel der weiblichen Tiere über die Hinterleibsspitze raus, bei anderen bedecken sie nur einen Teil des Abdomens, wieder andere besitzen reduzierte Flügel. Die Flügel der Männchen der meisten Arten sind deutlich länger und machen sie gut flugfähig. Dies liegt nicht zuletzt daran, dass die Männchen der meisten Arten deutlich schmaler und leichter als die oft massiveren und größeren Weibchen gebaut sind. Ein weiteres Unterscheidungsmerkmal der Geschlechter ist wie bei allen Fangschrecken die Anzahl der Hinterleibssegmente, die beim Männchen acht und beim Weibchen sechs beträgt. Um Prädatoren abzuschrecken, verfügen die Fangschrecken der Mantidae über Augenflecken auf dem zweiten Flügelpaar und auf den Innenseiten der Fangbeine, eine Eigenschaft, die auch bei anderen Familien innerhalb der Ordnung der Fangschrecken auftritt.
Auch wenn der grundsätzliche Körperbau aller Arten innerhalb der Familie einheitlich ist, so variieren die Größen und andere Attribute einzelner Arten besonders je nach zugehöriger Unterfamilie. Die Vertreter der Unterfamilie Mantinae, die die bekanntesten Arten enthält, entsprechen dem gewohnten Bild der Fangschrecken. Viele Vertreter dieser Unterfamilie sind recht robust und langbeinig aufgebaut. Nicht wenige dazugehörige Arten besitzen eine grüne Grundfärbung und sind dadurch an ihr Habitat angepasst. Diese Unterfamilie enthält auch recht große Arten, darunter die Grüne Schildmantis, die außerdem ein stark vergrößertes Halsschild am Thorax aufweist. Vertreter der Unterfamilie Amelinae, zum Beispiel die Kleine Fangschrecke, hingegen sind von kleinerer und kompakterer Statur. Wieder andere, darunter das Tote Blatt (Deroplatys lobata) ahmen verwelktes Laub oder Äste nach (z. B. die Kleine Astmantis), um sich zu tarnen. Blütennachahmer, wie bei der Familie Hymenopodidae kommen nicht vor.
Die Fangschrecken haben eine unvollkommene Verwandlung. Dadurch ähneln auch bereits die Jungtiere den Imagines, unterscheiden sich aber von diesen, abgesehen von der Größe, durch die noch nicht vollständig ausgebildeten Flügel und bei einigen Arten durch das nach oben gekrümmten Abdomen von den adulten Tieren.

## Vorkommen

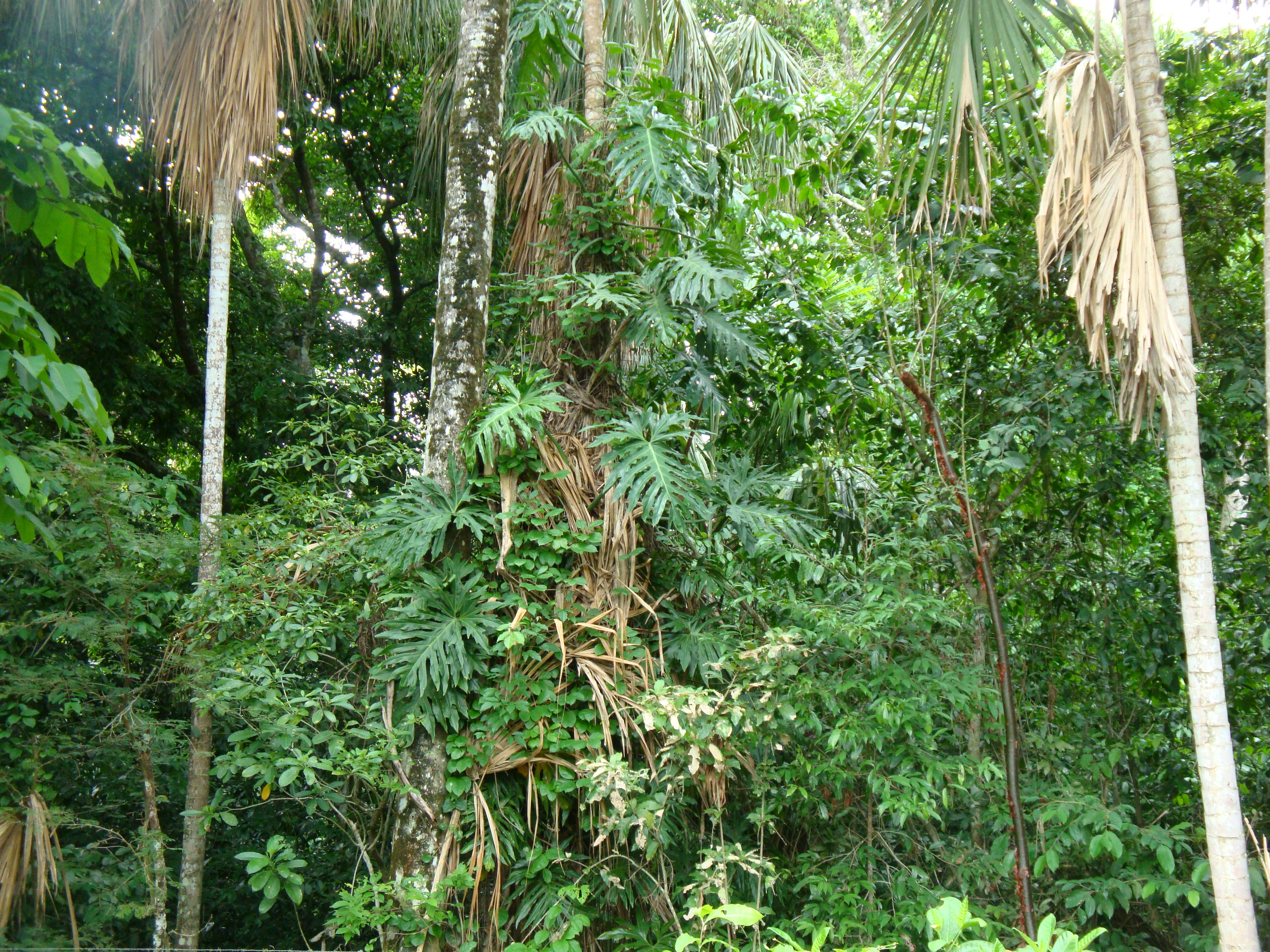
Tropische Regenwälder wie dieser in Mexiko bilden die Heimat vieler Arten der Familie Mantidae.

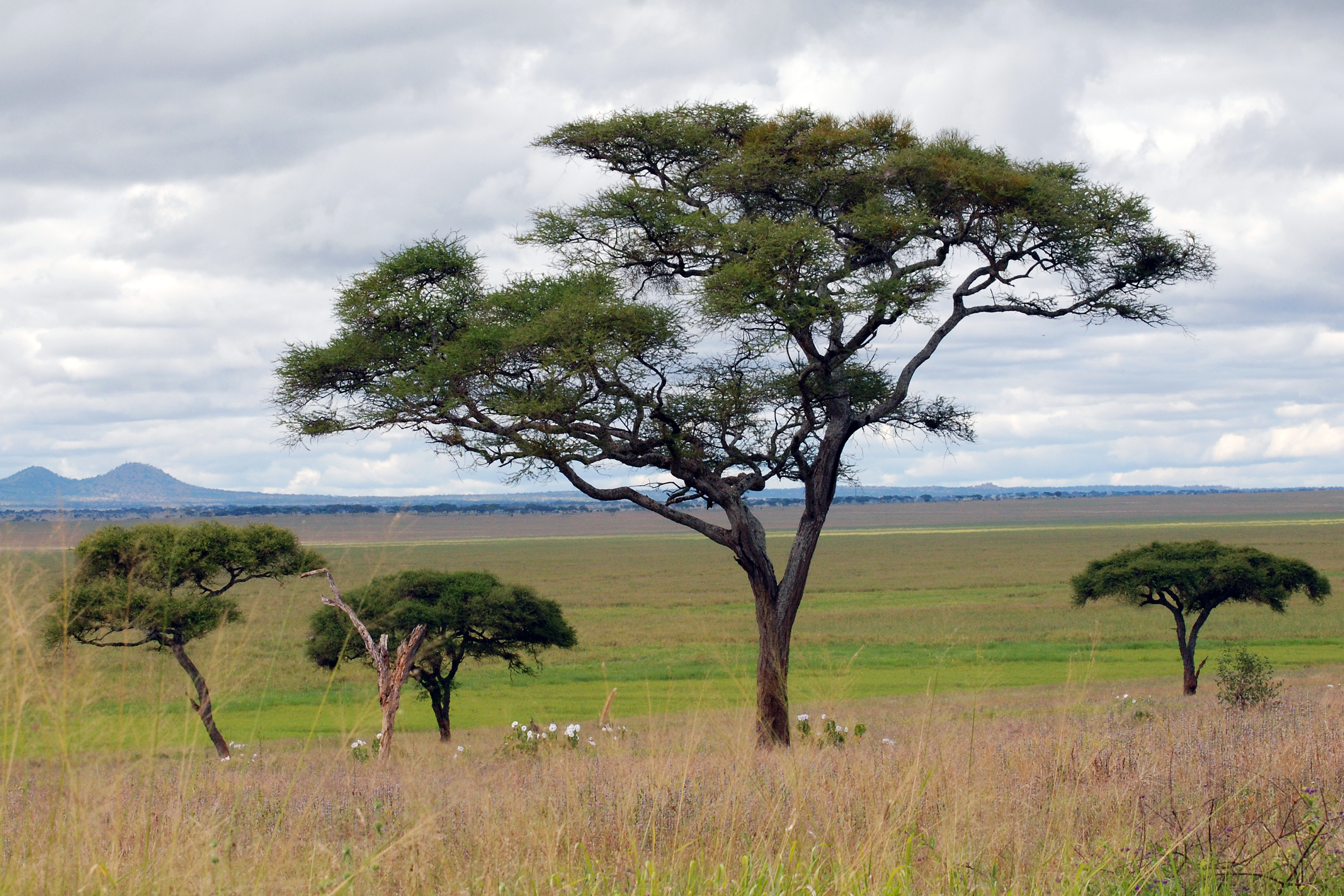
Auch in den afrikanischen Savannen ist die Familie vertreten.

Die Familie Mantidae ist auf allen Kontinenten mit Ausnahme der Antarktis vertreten. Die meisten Arten sind in den Tropen und Subtropen anzutreffen. Selten geht ihr Verbreitungsgebiet über den 45. Breitengrad südlicher oder nördlicher Breite hinaus. Ausnahmen sind etwa die Europäische Gottesanbeterin, die in Europa noch nördlich des 50. Breitengrades anzutreffen ist oder Orthodera novaezealandicae auf der Südinsel Neuseelands. Die tropischen Regenwälder, aber auch Grasflächen und Savannen zählen zum Lebensraum dieser Fangschrecken. Einige anspruchslose Arten sind auch auf landwirtschaftlich genutzten Flächen, wie Gärten und Plantagen oder auf Ruderalflächen vorzufinden. Innerhalb dieser Habitate werden oftmals Pflanzen, darunter Bäume, Büsche, Sträucher oder Gräser bewohnt. Arten wie das Tote Blatt bewohnen Laubflächen. Bedingt durch Einschleppung oder gewollte Einfuhr durch den Menschen haben einige Arten sich auch anderweitig ausgebreitet und bewohnen nun auch Gebiete, in denen sie zuvor nicht vorkamen.

## Lebensweise

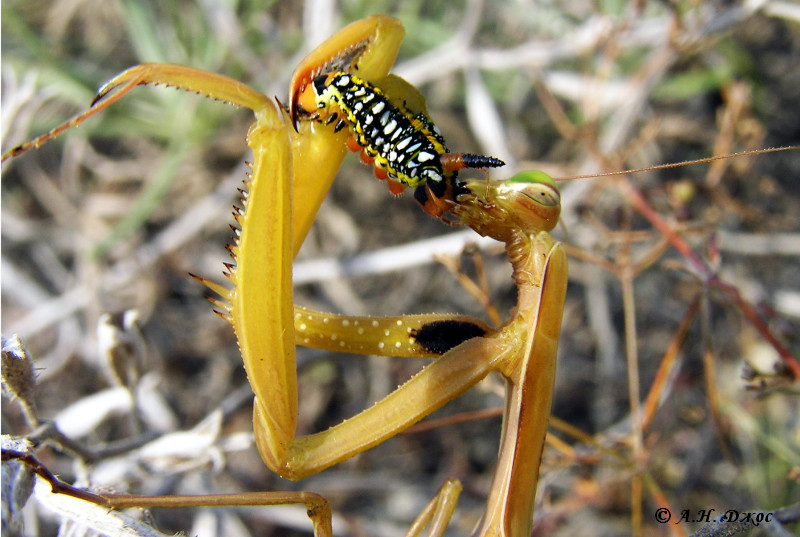
Europäische Gottesanbeterin (Mantis religiosa) mit erbeuteter Raupe

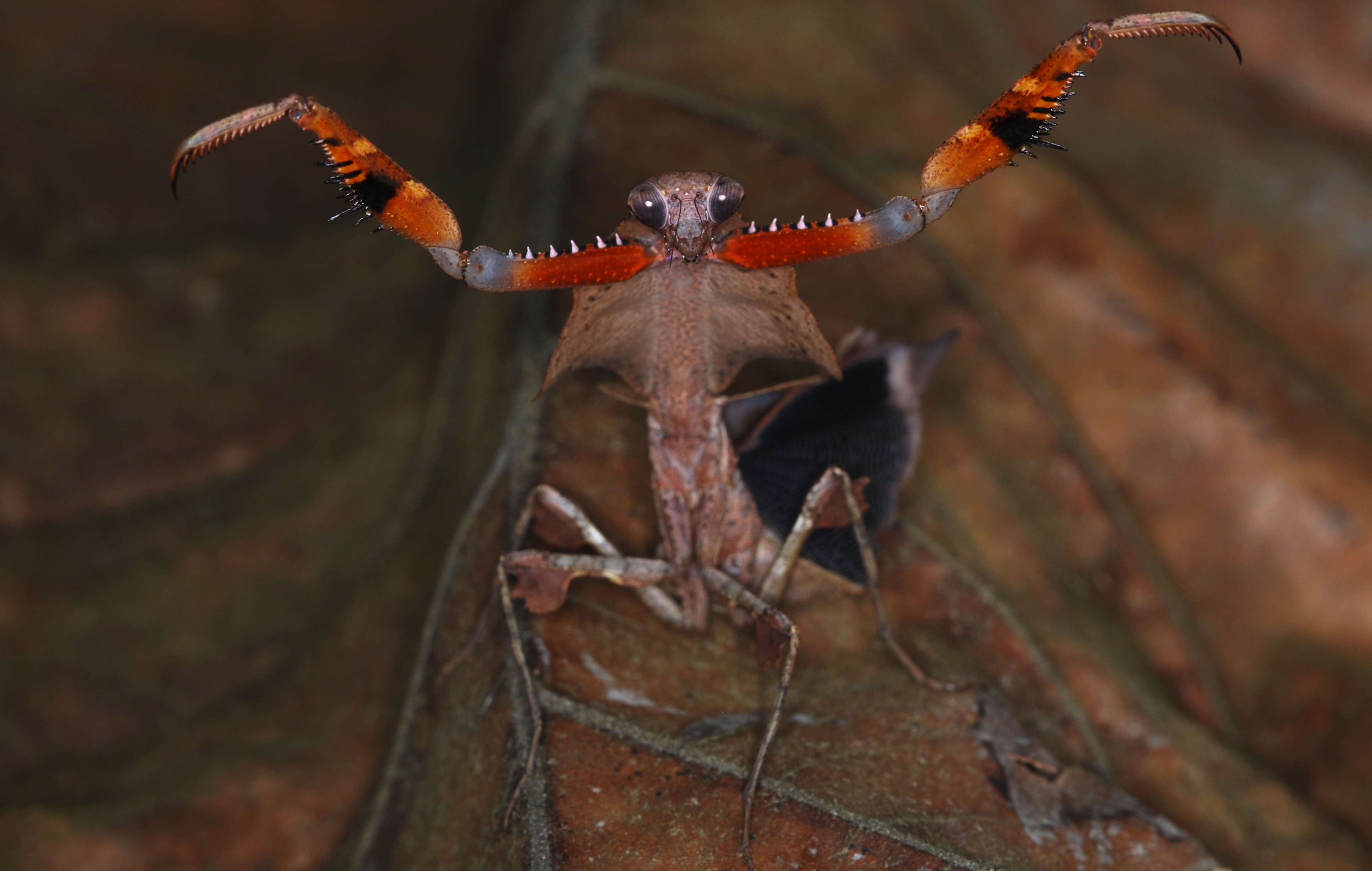
Drohgebärde eines Toten Blattes (Deroplatys lobata)

Bei den Arten der Familie Mantidae handelt es sich im Regelfall um Lauerjäger, die zugunsten ihrer Tarnung reglos in ihrem Habitat verweilen und dort auf Beute lauern. Beutetiere stellen im Regelfall Gliederfüßer in passende Größe dar. Größere Arten sind auch dafür bekannt, kleinere Wirbeltiere, darunter Mäuse, Kolibris sowie kleinere Reptilien und Amphibien zu überwältigen. Die Agilität verschiedener Arten ist unterschiedlich. Die kleineren Arten der Unterfamilie Amelinae etwa sind schnelle Läufer und gute Springer. Die größeren Vertreter anderer Unterfamilien sind überwiegend an ihre Lebensweise als Lauerjäger angepasst und setzen eine schnelle Fortbewegung oder Sprünge nur in notwendigen Situationen, etwa bei der Flucht vor einem Fressfeind ein. Viele Arten setzen auf die bereits erwähnte Drohgebärde oder setzen sich mit ihren Jagdwaffen (Fangarme & Mandibeln) gegen einen Fressfeind zur Wehr.

### Fortpflanzung

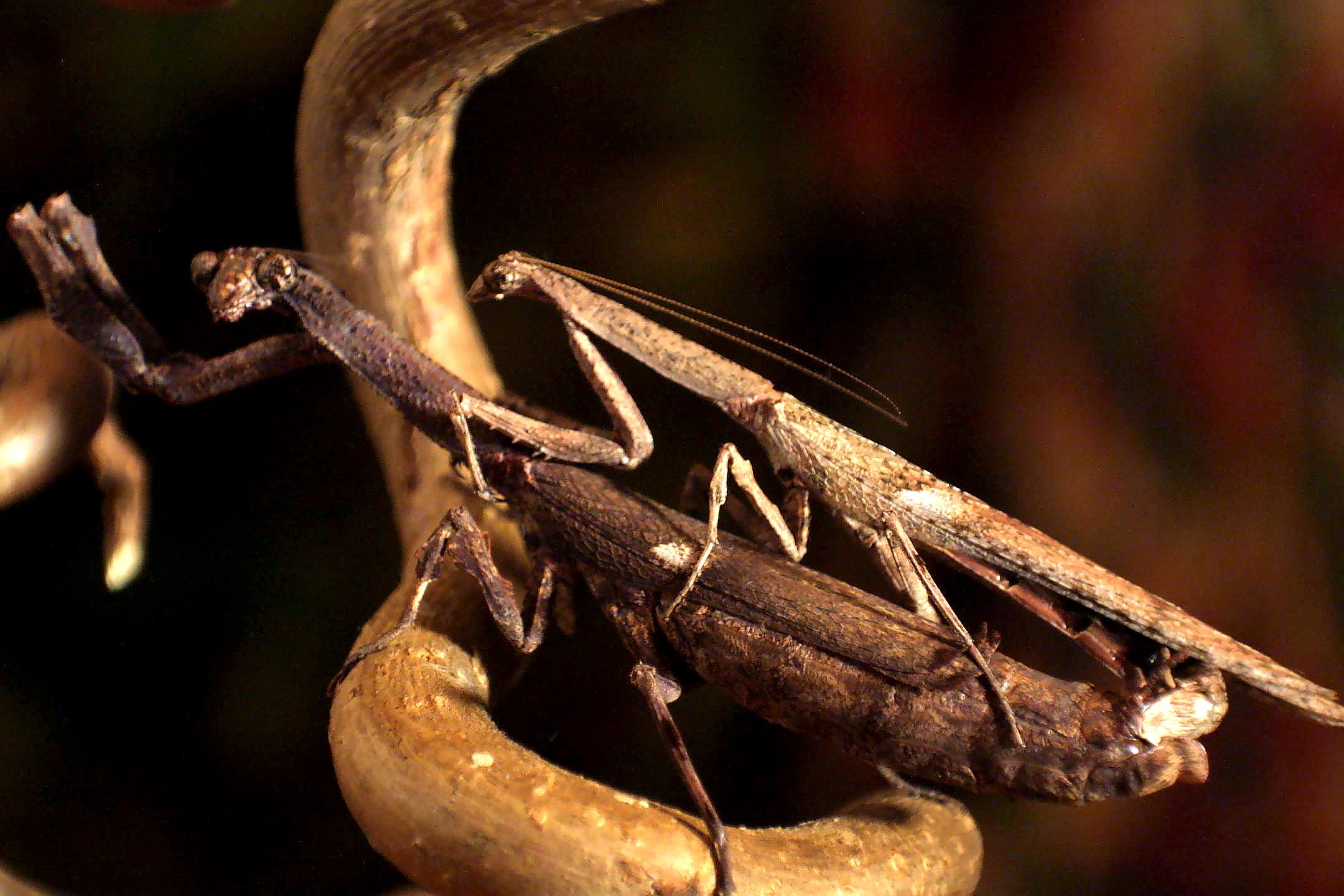
Paar der Kleinen Astmantis (Popa spurca)

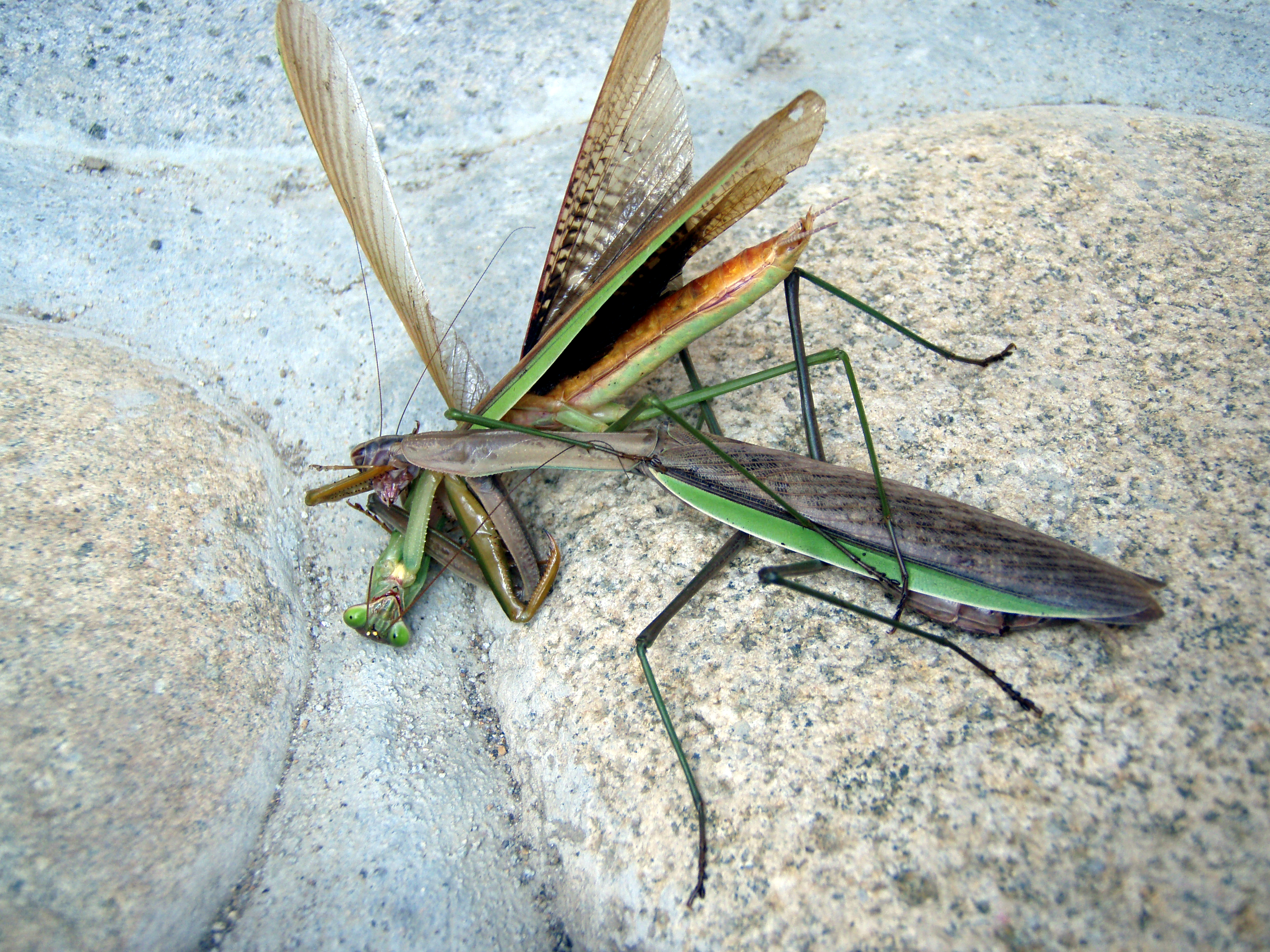
Kannibalistisches Verhalten bei der Japanischen Riesenmantis (Tenodera aridifolia)

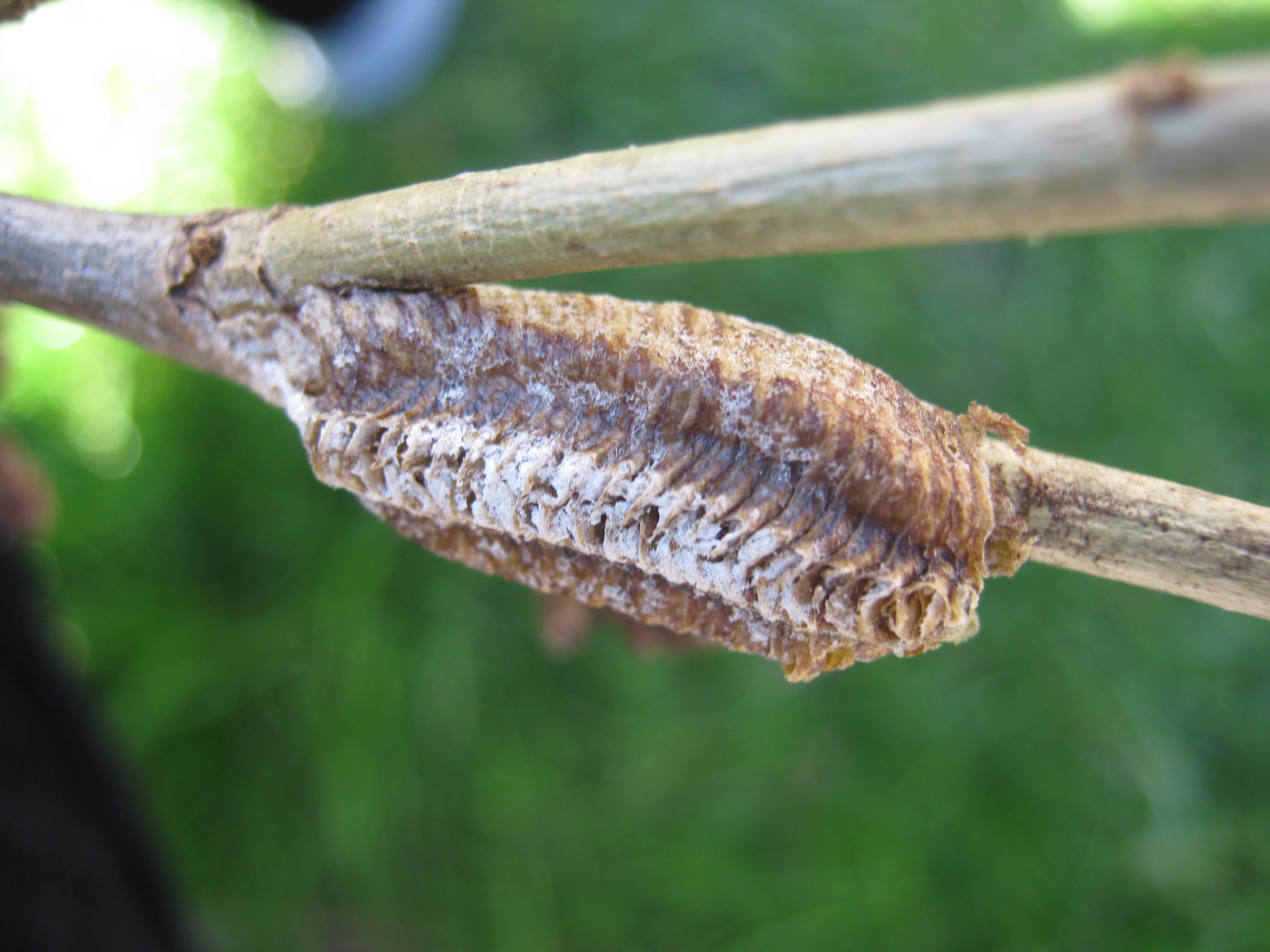
Oothek von Stagmomantis carolina

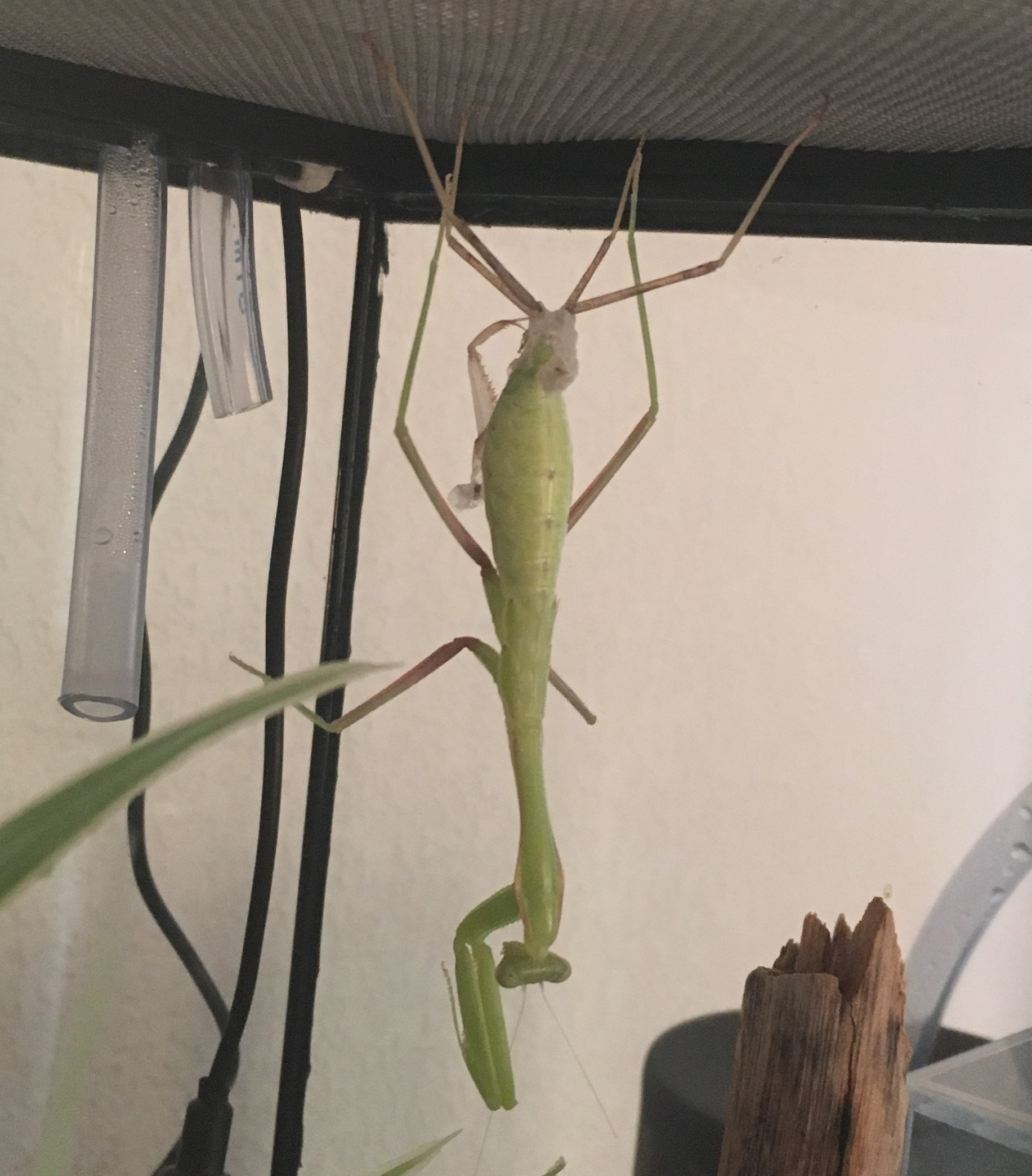
Sich häutende Ghana-Gottesanbeterin (Sphodromantis lineola)

Das Erlangen der Geschlechtsreife und die Paarungszeiten sind bei der Familie variabel, letztere hängt besonders von der Klimazone des Vorkommensgebietes der jeweiligen Art ab. Zur Paarungszeit locken paarungswillige Weibchen Männchen mithilfe von Pheromonen auf die Ferne an. Diese können von den Männchen einiger Arten auch auf mehrere hundert Meter Entfernung wahrgenommen werden. Ein paarungswilliges Männchen wird ein Weibchen der gleichen Art mitunter durch seine Flugfähigkeit aufsuchen. Sobald ein Männchen ein Weibchen ausfindig machen konnte, nähert es sich diesem vorsichtig, dabei oftmals mit einem Balzverhalten, das je nach Art variiert. Die Balz dient außerdem dazu, dass den Weibchen signalisiert wird, dass es sich bei dem sich annähernden Männchen um einen paarungswilligen Artgenossen handelt und sich dieses gefahrenlos nähern kann. Der bei Fangschrecken gewohnte Kannibalismus seitens des Weibchens während der Paarung ist auch bei vielen Arten der Familie Mantidae vertreten, dies allerdings in verschiedener Ausprägung und nicht selten weitaus weniger als angenommen. Bei den Vertretern der Unterfamilie Amelinae etwa kommt ein kannibalistisches Verhalten selten vor. Die Paarung kann mitunter mehrere Stunden in Anspruch nehmen. Einige Zeit nach der Paarung legen die Weibchen anschließend mehrere (seltener nur eine) Ootheken ab, aus denen dann nach wenigen Wochen die Jungtiere schlüpfen. Die Schlupfrate variiert je nach Art, nicht selten sind es jedoch mehrere hundert Tiere. In den gemäßigten Klimazonen überwintern die Jungformen in den Eiern. Die geschlüpften Jungtiere reifen anschließend innerhalb mehrerer Häutungen (meist acht bis zehn) ran. Jüngere Fangschrecken sind in den gemäßigten Klimazonen aufgrund dessen besonders im Frühjahr anzutreffen, die ausgewachsenen Tiere dann vorwiegend vom Spätsommer bis in den Herbst hinein. Die Phänologie der Arten, die in den wärmeren Teilen der Welt vorkommen, ist oftmals weniger komplex und die Tiere pflanzen und entwickeln sich dort ganzjährig fort.

## Terraristik

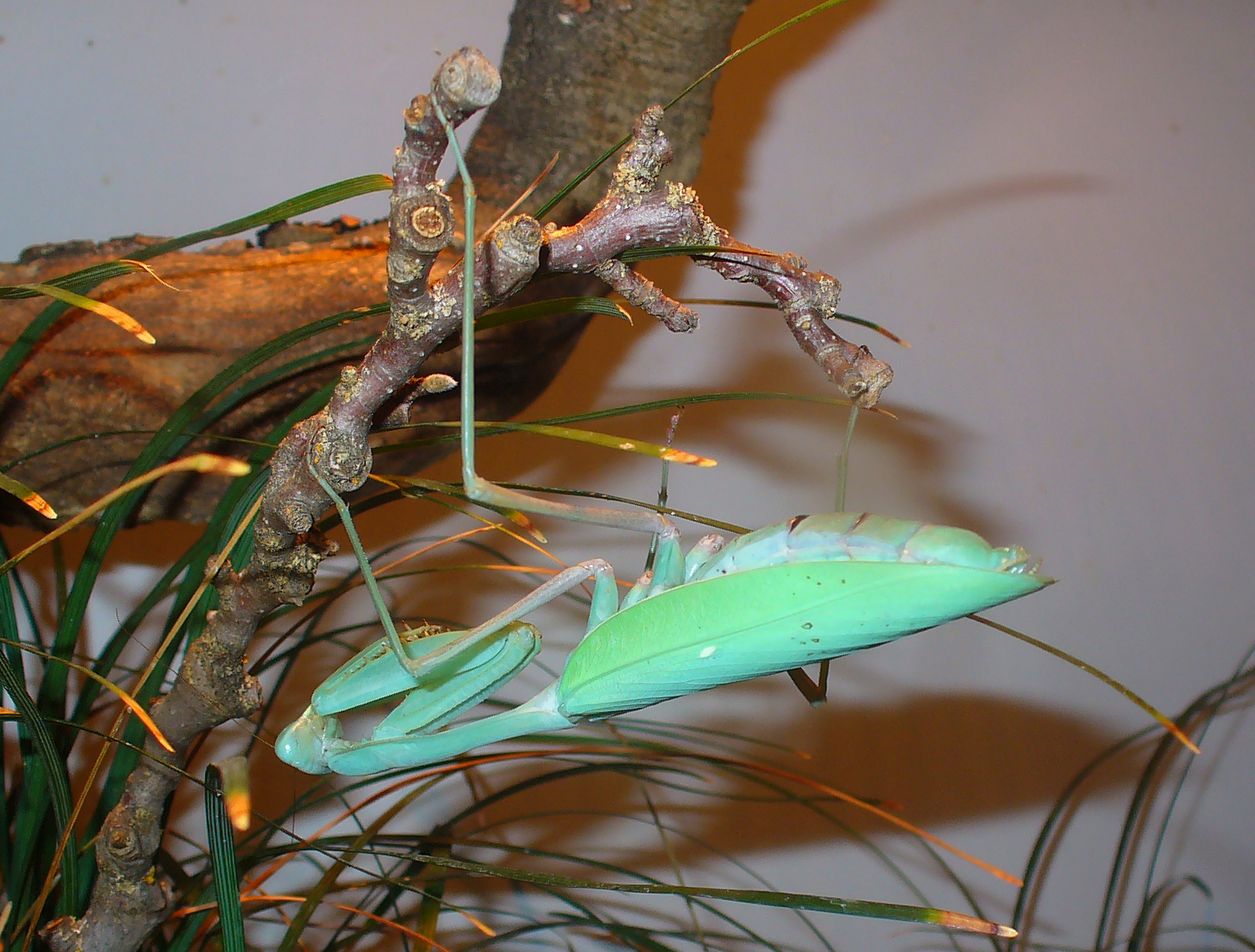
Die Indische Riesengottesanbeterin (Hierodula membranacea) wird häufig als Terrarientier gehalten.

Viele Arten der Familie Mantidae erfreuen sich heutzutage einer großen Beleibtheit als Terrarientiere. Die Haltungsparameter können oftmals variieren. In der Familie sind einige robuste und leicht zu haltende Arten vorhanden, die sich besonders für Anfänger eignen. Beispiele dafür finden sich in den Gattungen Sphodromantis und Hierodula wieder. Andere Arten hingegen sind etwas kompliziert hinsichtlich ihrer Haltung, was mitunter an höheren Ansprüchen an Wärme und Feuchtigkeit oder auch an anderen Eigenschaften liegen kann. Es werden Nachzuchten vieler Arten im Handel angeboten.

## Biologische Schädlingsbekämpfung

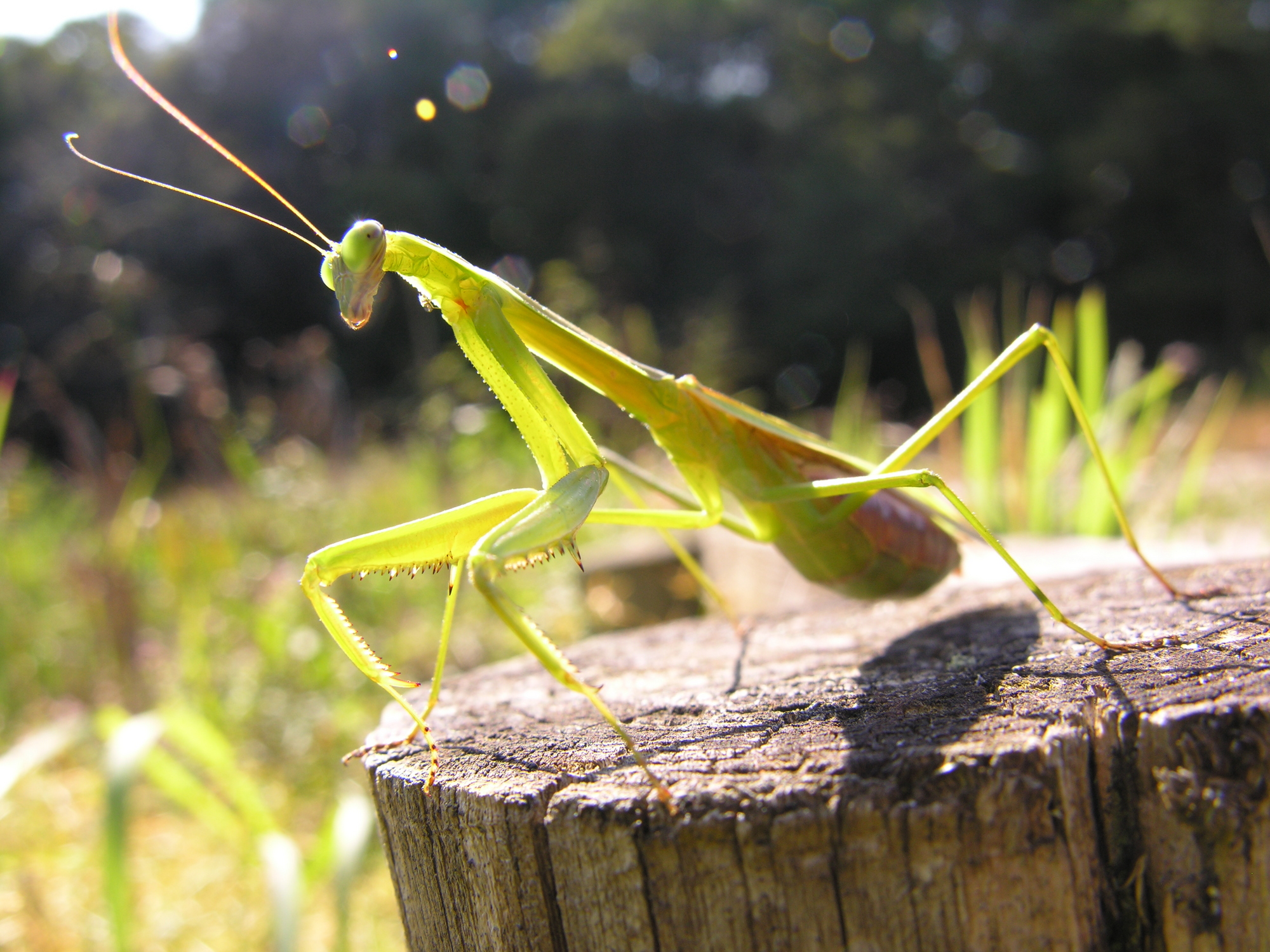
Die Art Tenodera angustipennis wurde zusammen mit anderen der Gattung in Nordamerika eingeführt und hat sich wie diese dort etabliert.

Einige Arten der Familie wurden in Teilen der Welt, in denen sie nicht ursprünglich heimisch waren, zwecks Biologischer Schädlingsbekämpfung eingeführt, darunter die Große Chinesen-Mantis (Tenodera sinensis) und die Europäische Gottesanbeterin (Mantis religiosa) in Nordamerika. Dieses Verfahren ist bis heute jedoch umstritten, da die Neozoen der autochthonen Fauna beachtliche Schäden zufügen können, da sie sich oft ohne natürliche Feinde ausbreiten und heimische Arten verdrängen. Außerdem wird kritisiert, dass sich diese Fangschrecken nicht immer als Schädlingsbekämpfung eignen, da viele Tiere, die von den Fangschrecken bekämpft werden sollen, z. B. Schaben, durch ihre Lebensweise den Fangschrecken eher selten begegnen und diese auf andere Beutetiere ausweichen. Das Beutespektrum der eingeführten Fangschrecken ist dabei recht unspezifisch, sodass auch für den Menschen nützliche Tiere erbeutet werden.

## Systematik

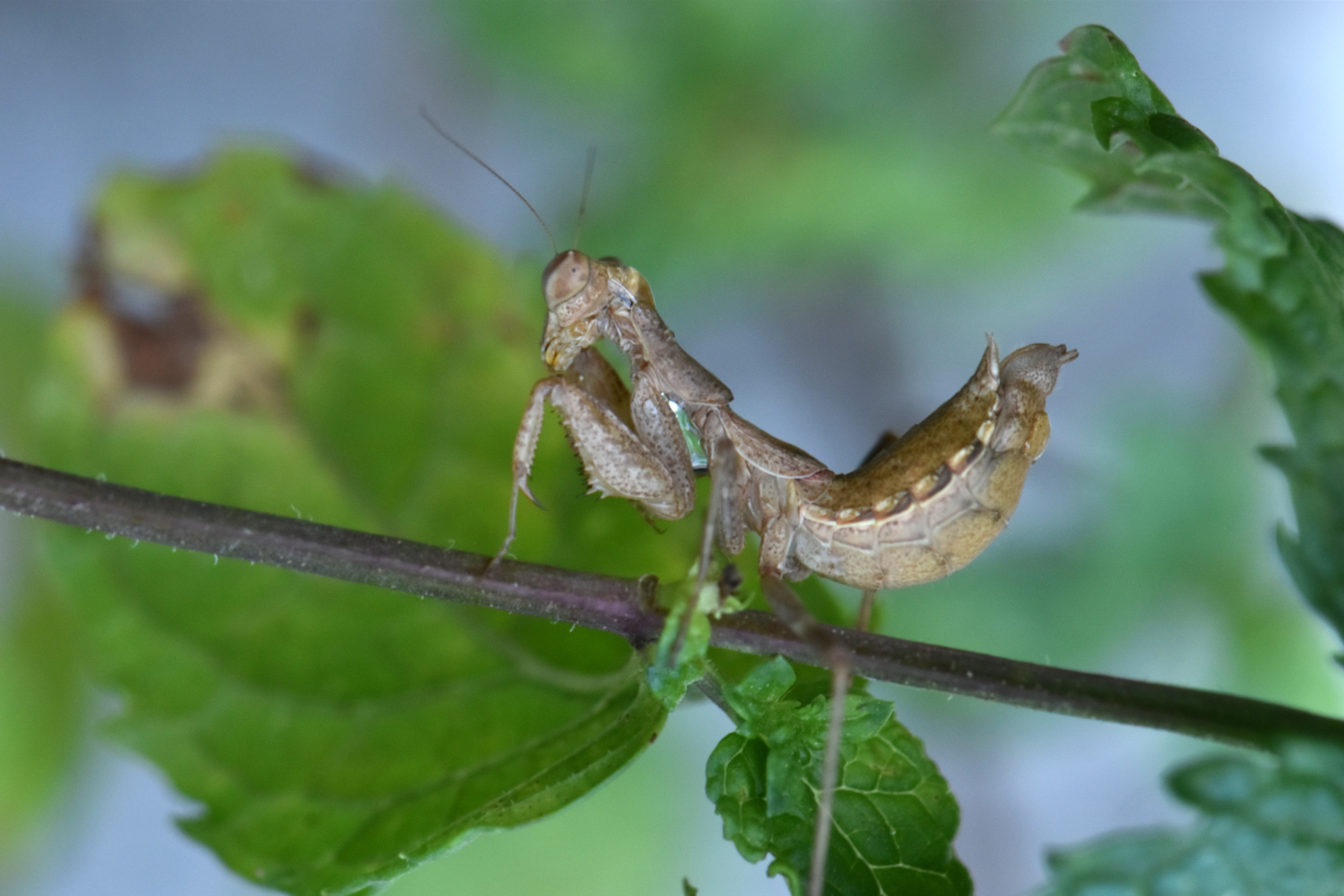
Die Kleine Fangschrecke (Ameles spallanzania) aus der Unterfamilie Amelinae

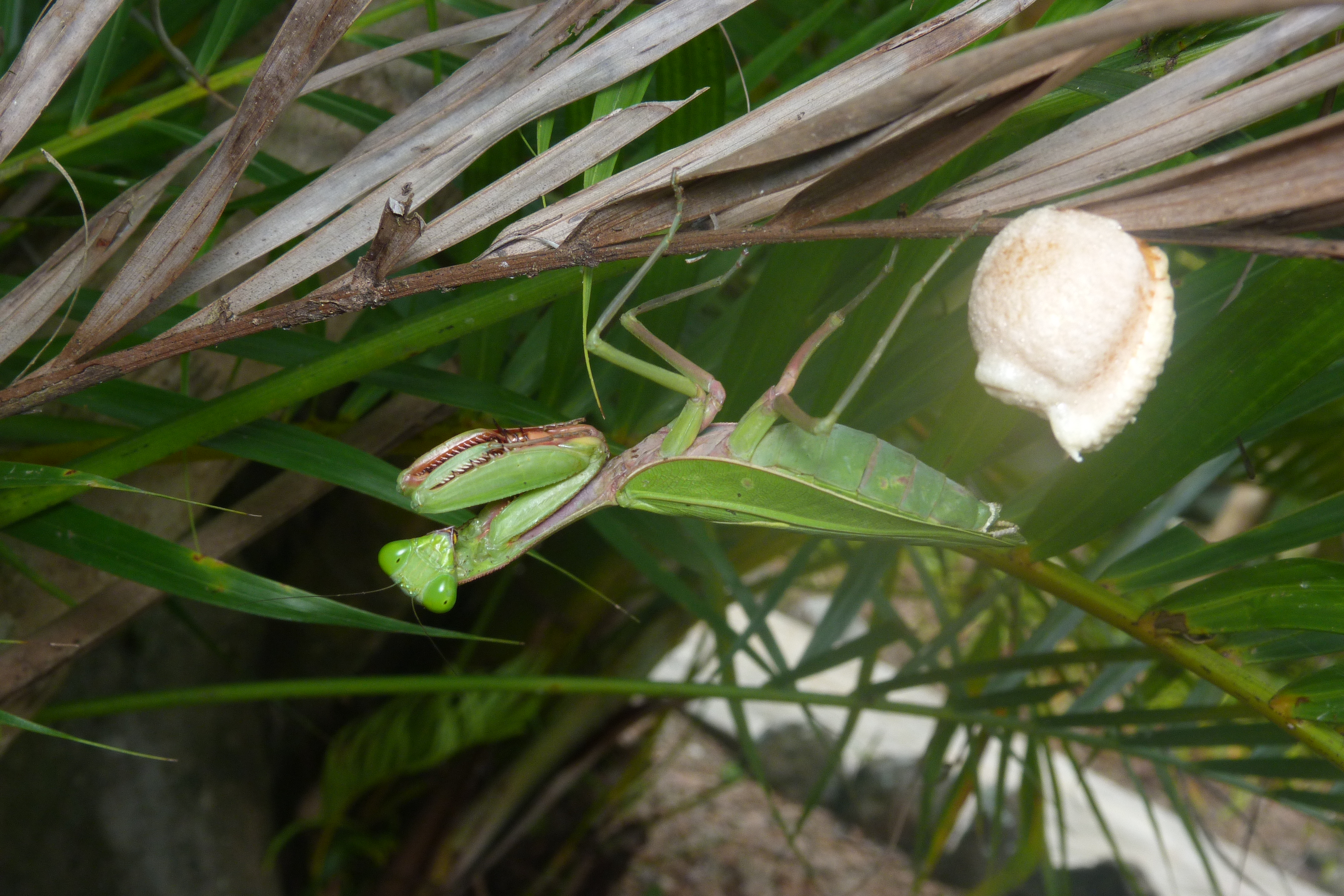
Die Australische Riesenmantis (Hierodula majuscula) aus der Unterfamilie Mantinae

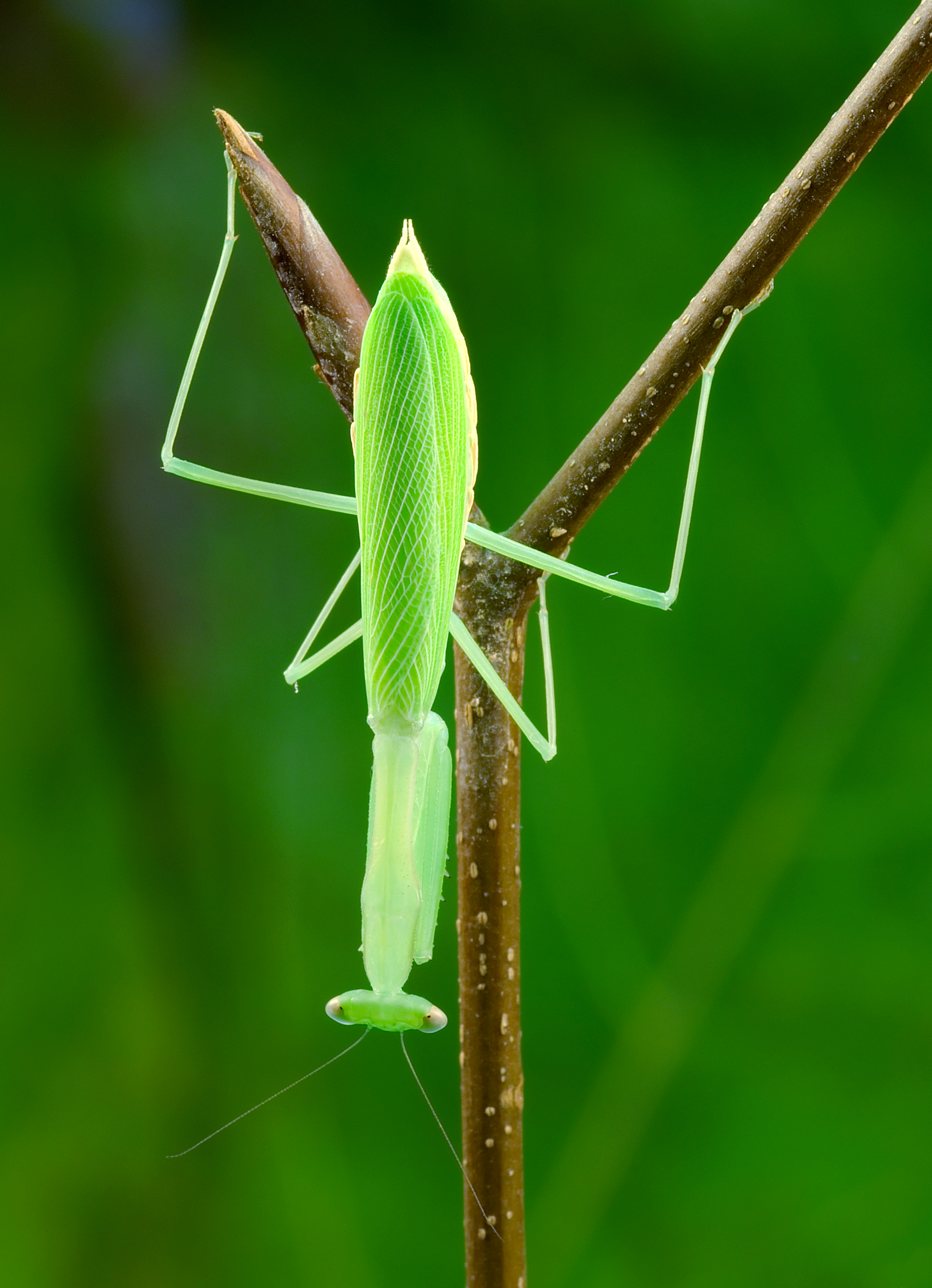
Die Ägyptische Gottesanbeterin (Miomantis paykullii) aus der Unterfamilie Miomantinae

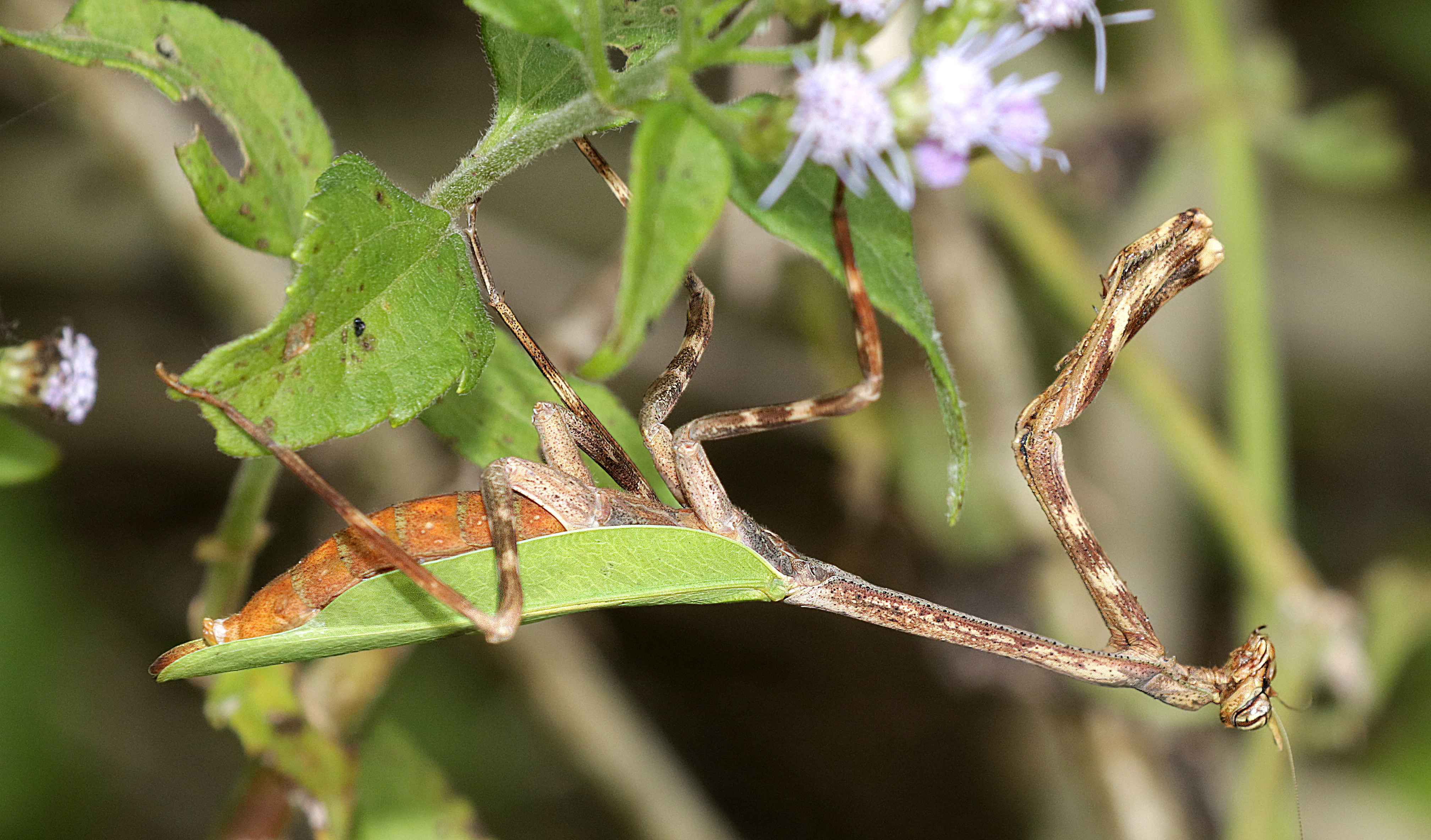
Die Texas-Einhornmantis (Phyllovates chlorophaea) aus der Unterfamilie Vatinae

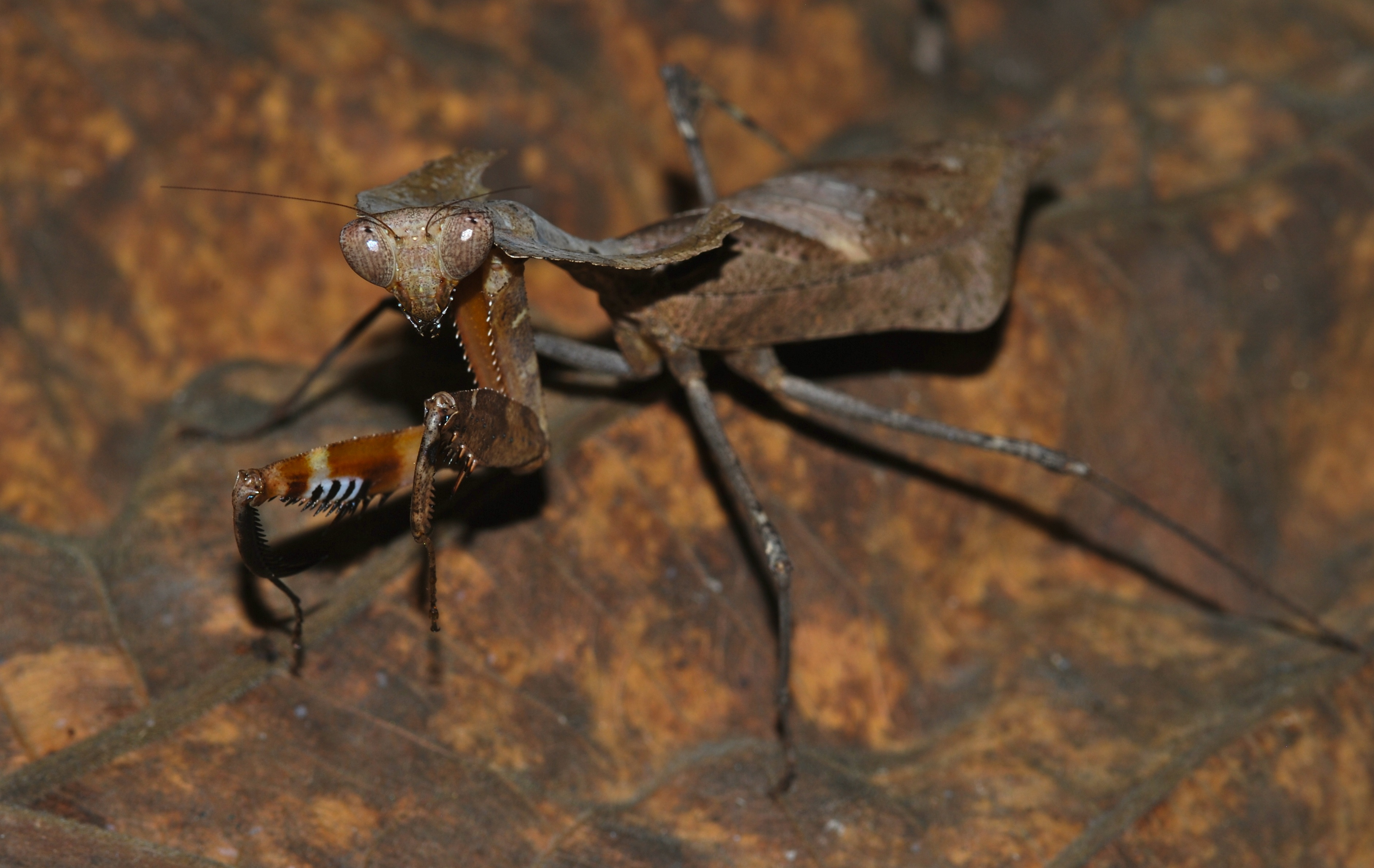
Deroplatys dessicata aus der Unterfamilie Deroplatyinae

Die Familie Mantidae umfasst 1261 Arten. (Stand: 2016)
Die Anzahl der Unterfamilien variiert je nach Autor zwischen 17 und 21. Die Photinainae werden oft als eigene Familie angesehen, ebenso die Angelinae. Die unterschiedliche Auffassung über Umfang und Inhalt der Unterfamilien der Mantidae beruht darauf, dass bislang keine Autapomorphien, das sind eindeutige Unterscheidungsmerkmale zwischen den einzelnen Gruppen, definiert wurden. Es gibt auch mehrere Unterfamilien mit nur einer oder zwei Gattungen. Im Jahr 2002 wurden von Reinhard Ehrmann bereits einige Unterfamilien der Mantidae zu eigenständigen Familien innerhalb der Mantodea erhoben, darunter die Liturgusidae, Tarachodidae, Thespidae, Iridopterygidae, Toxoderidae und Sibyllidae, die 1968 von Beier noch zu den Mantidae gezählt worden waren. Das erbrachte zwar eine Reduktion der Unterfamilien, aber keine weitere Klärung der phylogenetischen Zusammenhänge.

### Unterfamilien mit ausgewählten Beispielen
- Amelinae Giglio-Tos, 1919
  - Kleine Fangschrecke (Ameles spallanziana (Rossi, 1792))
  - Graue Fangschrecke (Ameles decolor (Charpentier, 1825))
  - Fuentes Kurzflügel-Fangschrecke (Apteromantis aptera (Fuente, 1894))
- Angelinae Beier, 1964
- Antemninae Terra, 1995
- Choeradodinae Kirby, 1904
- Chroicopterinae
- Compsothespinae Handlirsch, 1926
- Danuriinae
- Deroplatyinae Giglio-Tos, 1919
  - Totes Blatt (Deroplatys lobata (Guérin-Méneville, 1838))
- Dystactinae
- Heterochaetinae
- Mantinae Burmeister, 1838
  - Australische Riesenmantis (Hierodula majuscula (Tindale, 1923))
  - Indische Riesengottesanbeterin (Hierodula membranacea (Burmeister, 1838))
  - Hierodula patellifera (Audinet-Serville, 1839)
  - Hierodula transcaucasica (Brunner von Wattenwyl, 1878)
  - Europäische Gottesanbeterin (Mantis religiosa (Linnaeus, 1758))
  - Parasphendale agrionina (Gerstaecker, 1869)
  - Marmorierte Madagaskar-Mantis (Polyspilota aeruginosa (Goeze 1778))
  - Grüne Schildmantis (Rhombodera basalis (De Haan, 1842))
  - Sphodromantis baccettii LaGreca & Lombardo, 1987
  - Afrikanische Gottesanbeterin (Sphodromantis gatrica (Stål, 1858))
  - Ghana-Gottesanbeterin (Sphodromantis lineola (Burmeister, 1838))
  - Afrikanische Riesengottesanbeterin (Sphodromantis viridis (Forsskål, 1775))
  - Japanische Riesenmantis (Tenodera aridifolia (Stoll, 1813))
  - Große Chinesen-Mantis (Tenodera sinensis Saussure, 1871)
- Mellierinae Giglio-Tos, 1919
- Miomantinae
  - Geomantis larvoides Pantel, 1896
  - Miomantis binotata (Giglio-Tos, 1911)
  - Ägyptische Gottesanbeterin (Miomantis paykullii Stål, 1871)
- Omomantinae
  - Omomantis zebrata Charpentier, 1843
- Orthoderinae Saussure, 1869
- Oxyothespinae Giglio-Tos, 1919
- Photinainae Giglio-Tos, 1919
- Phyllotheliinae
- Schizocephalinae Beier, 1964
- Stagmatopterinae Giglio-Tos, 1919
- Stagmomantinae
  - Stagmomantis carolina (Johansson, 1763)
- Vatinae Saussure, 1893
  - Kleine Astmantis (Popa spurca Stål, 1856)